# Горизонти очікувань
Фраза "горизонти очікувань" (або "горизонти сподівань") — це термін, фундаментальний для теорії рецептивної естетики німецького академіка Ганса Роберта Яусса. Цей концепт є компонентом його теорії історії літератури, де він намагався мінімізувати відстань поміж школами літератури й історії, яка до того давала читачу грати лише другорядну роль в інтерпретації літератури. Горизонт очікувань — це структура, через яку людина розуміє, декодує й оцінює будь-який текст на основі культурних кодів і домовленостей поміж людьми, властивих їхньому часу в історії. Отже, ці горизонти є історично гнучкими, а значить, читачі можуть інтерпретувати й оцінювати текст інакше, аніж це робили попередні ґенерації. Такий погляд акцентує на важливості читача як елемента у створенні тексту. За Яуссом, читач підходить до тексту озброєний знанням і досвідом, який він отримує через інтеракції з іншими текстами. Ці попередні тексти викликають у читача упізнавання, яке базується на очікуваннях і правилах жанрів і стилів. Яусс описує це у наступний спосіб: "літературний твір — це не об’єкт, який стоїть окремо від всього решти і показує те ж саме обличчя кожному читачу у кожний період часу". Отже, читання - це не "автономний, вільний та індивідуальний" досвід, а радше колекція взаємних концептів, що відповідають певному періоду чи народу.

## Горизонт зміни
Яусс описує читача як учасника "трикутника" тексту, письменника й аудиторії, і що тільки "комунікація" поміж читачем і текстом призводить до зсуву горизонту очікувань. Горизонт очікувань і рубрики, які виникли у читача за читанням попереднього тексту, випливатимуть за читанням нового тексту і допасовуватимуться, трансформуватимуться або повторюватимуться в залежності від жанрових обмежень. "Горизонт зміни" трапляється, коли інтеракція читача з новим текстом заперечує "знайомий досвід" або провадить читачу нове зіткнення. "Дистанція" поміж горизонтом очікування і горизонтом змін називається "естетичною дистанцією". Текст, після якого не настає горизонт змін, відповідає всім очікуванням читача і може вважатися "легкою читанкою". Такі інтеракції задовольняють читацьку потребу у впізнанні, красі, романтичності й очікуваному гепі-енді. Якщо твір кидає виклик читацьким очікуванням, це робиться або з позитивним результатом і отриманням нового способу сприйняття реальності, або неґативним результатом, як будь-який новий досвід, що виявляється неприємним. Такі очікування, одначе, можуть розчинитися, а неґативний аспект нового тексту може оприявнитися, сформувати свої власні очікування схожості й стати "частиною горизонту майбутнього естетичного досвіду". 

## Історія рецепції (сприйняття)
Яусс оцінює, що для докладного аналізу будь-якої розповіді треба відновити горизонти очікувань попередніх поколінь.Такий процес базується на способі, у який текст створювався і сприймався своєю аудиторією. Виявляючи "питання", на які текст колись відповідав, аналітик може визначити, як читачі сприймали і розуміли твір у той час.  Коли автор такого твору невідомий, а його мету складно виявити, найкращою функцією для розуміння тексту і його сприйняття стає розгляд такого тексту у порівнянні з певною кількістю інших текстів, про які сьогоденний читач може мати імпліцитне або явне знання. Ця "історія рецепції (сприйняття)" працює для того, щоби визначити інтертекстуальність і "історичні очікування читачів" як варіації у читаннях. Вона підкреслює важливість основного яуссівського інтересу: зробити "нове і складне" "знайомим і таким, що не потребує зусиль".